# Turzyca brzegowa
Turzyca brzegowa (Carex riparia Curtis) – gatunek byliny należący do rodziny ciborowatych. Występuje w Europie, północnej Afryce (Algieria, Maroko) i Azji (od Iranu po zachodnie Chiny). W Polsce jest pospolita na niżu, rzadsza na północnym wschodzie i obszarach górskich. Rośnie na brzegach wód eutroficznych, w miejscach okresowo zalewanych, na torfowiskach niskich.

## Morfologia

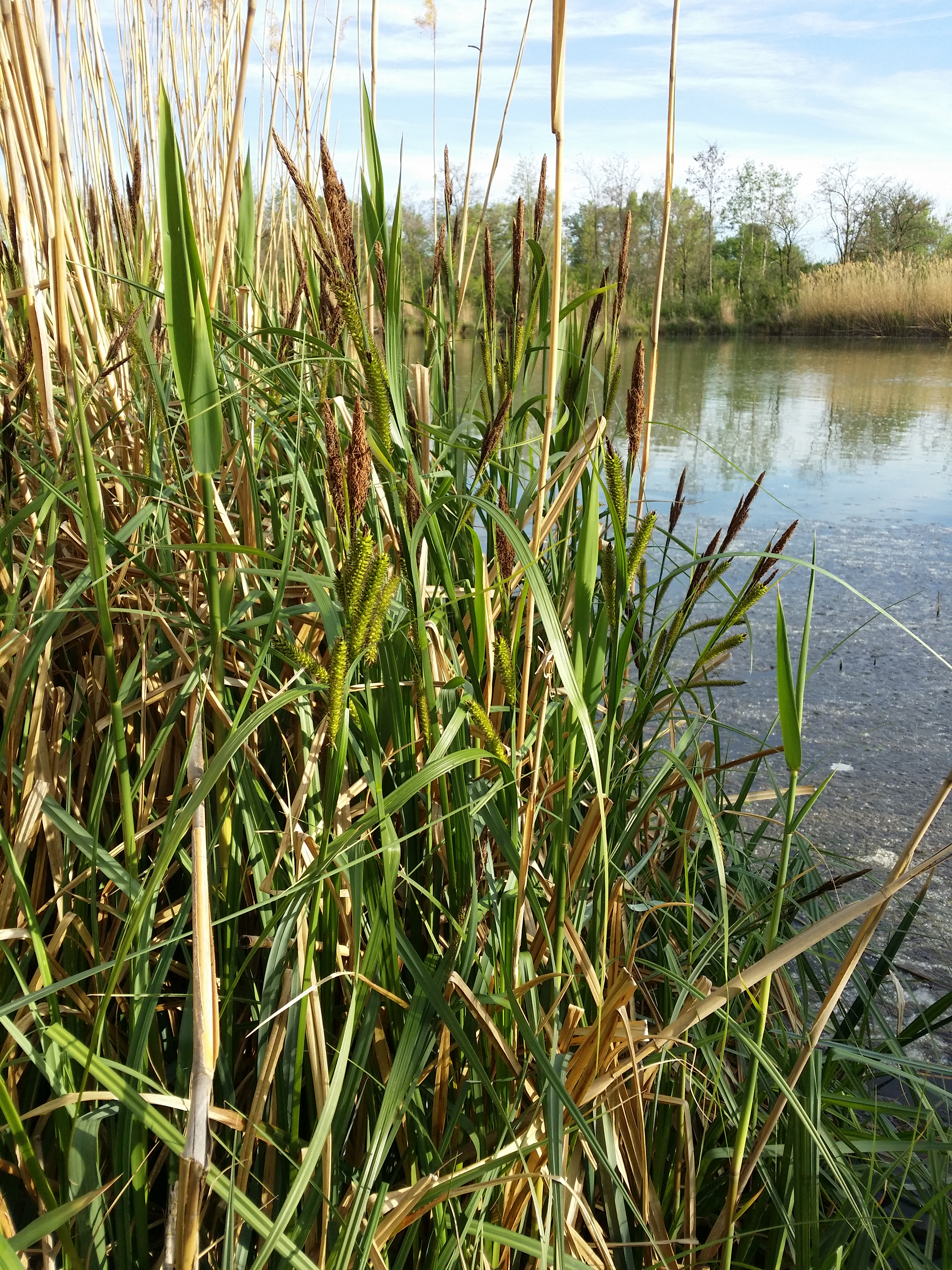
Pokrój

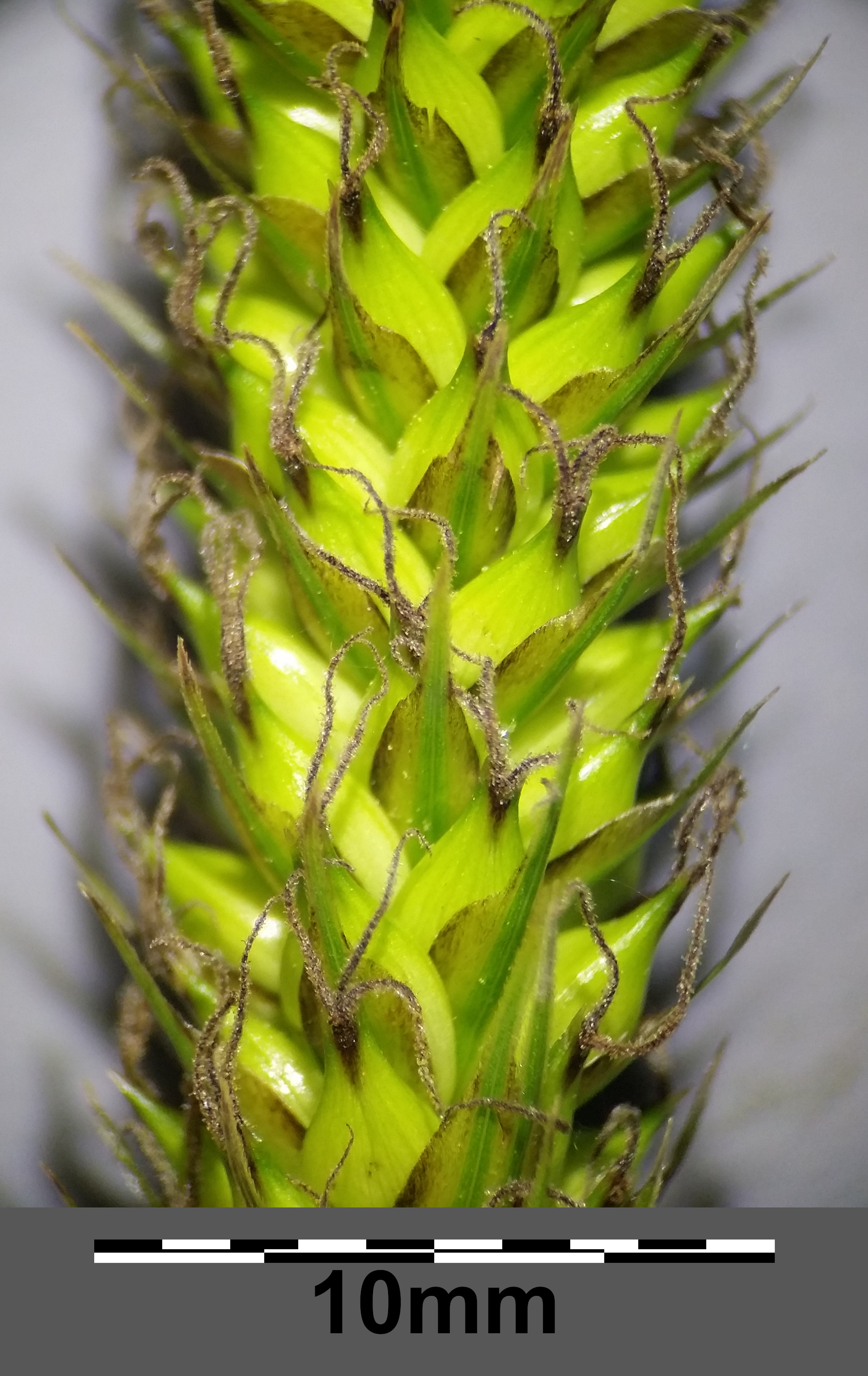
Fragment kłosa z dojrzewającymi owocami

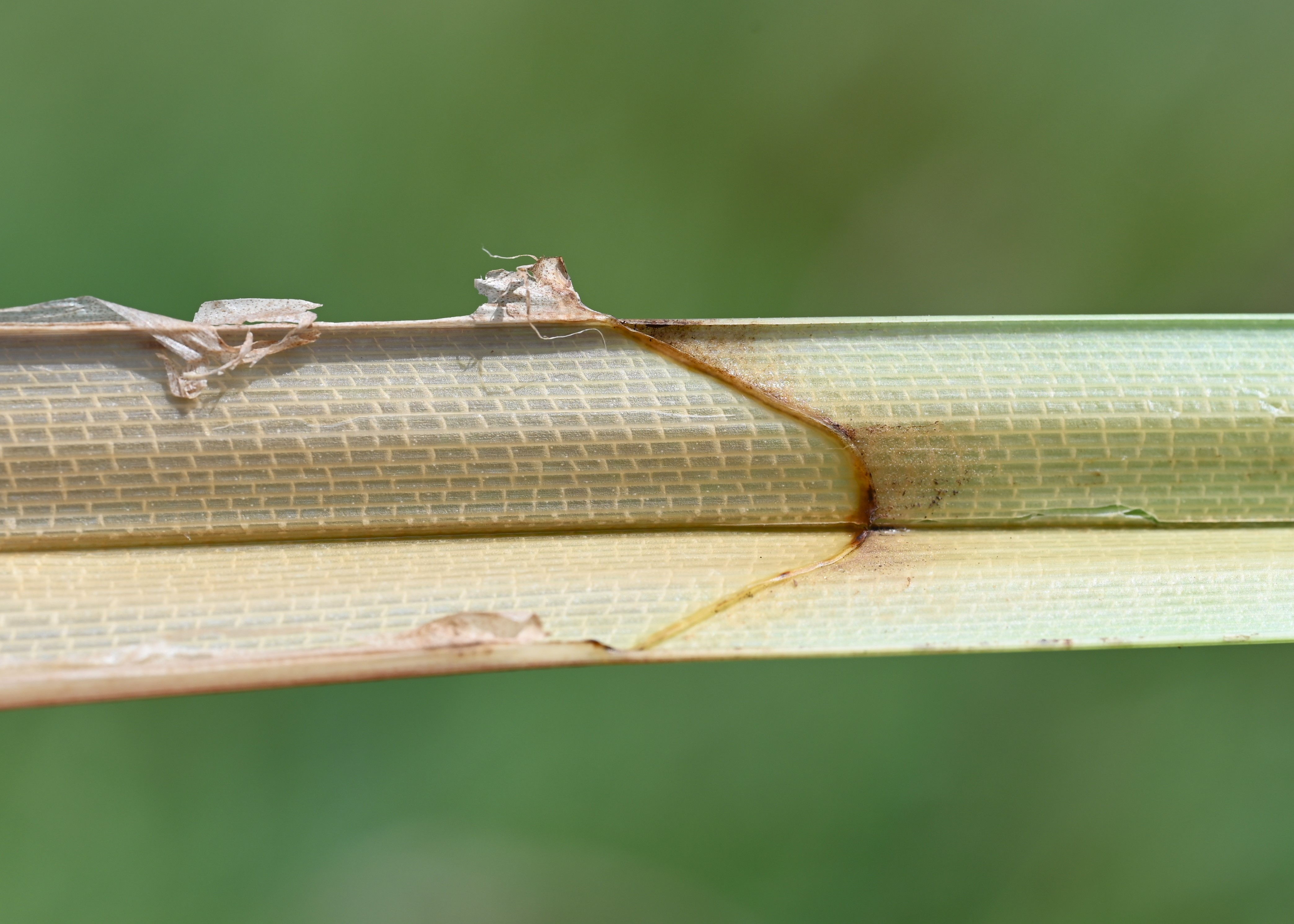
Liść: szeroko zaokrąglony języczek i liczne, wyraźne poprzeczne połączenia między nerwami

ŁodygaOstro trójkanciasta, szorstka o wysokości 0,8–2,0 metra. Tworzy rozłogi oraz kłącza.
LiścieO szerokości 1–2 cm z wyraźną rynienką pośrodku.
KwiatyKwiaty rozdzielnopłciowe zebrane w kłosach.
OwoceOrzeszek ukryty w odwrotnie jajowatym, trójkanciastym pęcherzyku. Owoce zebrane w owocostany o delikatnym unerwieniu.

## Ekologia
Występuje na podmokłych siedliskach, głównie szuwarach niskoturzycowych, także w olsach. W klasyfikacji zbiorowisk roślinnych gatunek charakterystyczny dla związku Magnocaricion oraz zespołu szuwaru turzycy brzegowej Caricetum ripariae.